# Wereldbeker skeleton 2009/2010
De wereldbeker skeleton in het seizoen 2009/2010 (officieel:  Viessmann FIBT Bob & Skeleton World Cup Tour 2009/2010) ving aan op 12 november 2009 en eindigde op 23 januari 2010, voor de start van de Olympische Winterspelen in het Canadese Vancouver. De wereldbeker wordt georganiseerd door de FIBT direct voorafgaand aan de WB Bobsleeën. De skeletoncompetitie bestond zowel voor de mannen als de vrouwen uit acht wedstrijden. De achtste wereldbekerwedstrijd in Igls gold voor de Europese deelnemers tevens als het Europees kampioenschap.
De Rus Aleksandr Tretjakov en de Duitse Marion Trott waren de titelverdedigers. Uit Nederland namen Peter van Wees bij de mannen en junior Joska Le Conté bij de vrouwen deel.
Bij de mannen veroverde de Let Martins Dukurs voor het eerst de eindzege in de wereldbeker, het was ook zijn eerste podium plaats. Hij bewerkstelligde dit onder andere door zeven podiumplaatsen in de acht wereldbekerwedstrijden (4x eerste, 1x tweede en 2x derde). De Duitser Frank Rommel, in 2008/09 derde, eindigde op de tweede plaats, zijn landgenoot Sandro Stielicke werd derde. Peter van Wees eindigde op de 25e plaats.
Bij de vrouwen eindigde de Canadese Mellisa Hollingsworth als eerste in het eindklassement, het was voor haar de tweede keer dat ze de wereldbeker veroverde, ook in het seizoen 2006/07 behaalde ze de eindzege. Zij bewerkstelligde dit onder andere door zeven podiumplaatsen in de acht wereldbekerwedstrijden (2x eerste, 2x tweede en 3x derde). De Britse Shelley Rudman eindigde net als in 2008/09 op de tweede plaats. De Duitse Kerstin Szymkowiak werd derde. Joska Le Conté eindigde op de 20e plaats.
Wereldbeker punten
De eerste 30 in het dagklassement krijgen punten voor het wereldbekerklassement toegekend.
| Klassering = punten                          | Klassering = punten                           | Klassering = punten                               | Klassering = punten                          | Klassering = punten                          | Klassering = punten                          |
| -------------------------------------------- | --------------------------------------------- | ------------------------------------------------- | -------------------------------------------- | -------------------------------------------- | -------------------------------------------- |
| 1e = 225 2e = 210 3e = 200 4e = 192 5e = 184 | 6e = 176 7e = 168 8e = 160 9e = 152 10e = 144 | 11e = 136 12e = 128 13e = 120 14e = 112 15e = 104 | 16e = 96 17e = 88 18e = 80 19e = 74 20e = 68 | 21e = 62 22e = 56 23e = 50 24e = 45 25e = 40 | 26e = 36 27e = 32 28e = 28 29e = 24 30e = 20 |

## Mannen

#### Uitslagen
| Datum      | Plaats          | Eerste           | Tweede              | Derde               |
| ---------- | --------------- | ---------------- | ------------------- | ------------------- |
| 12/11/2009 | Park City       | Martins Dukurs   | Sandro Stielicke    | Kristan Bromley     |
| 20/11/2009 | Lake Placid     | Frank Rommel     | Sandro Stielicke    | Martins Dukurs      |
| 04/12/2009 | Cesana Torinese | Jon Montgomery   | Martins Dukurs      | Jeff Pain           |
| 11/12/2009 | Winterberg      | Martins Dukurs   | Frank Rommel        | Aleksandr Tretjakov |
| 18/12/2009 | Altenberg       | Mirsad Halilovic | Aleksandr Tretjakov | Frank Rommel        |
| 08/01/2010 | Königssee       | Martins Dukurs   | Sandro Stielicke    | Frank Rommel        |
| 15/01/2010 | Sankt Moritz    | Eric Bernotas    | Kristan Bromley     | Martins Dukurs      |
| 23/01/2010 | Igls            | Martins Dukurs   | Frank Rommel        | Aleksandr Tretjakov |

Nederlandse deelname
| Naam           | WB #1 | WB #2 | WB #3 | WB #4 | WB #5 | WB #6 | WB #7 | WB #8 |
| -------------- | ----- | ----- | ----- | ----- | ----- | ----- | ----- | ----- |
| Peter van Wees | 25e   | 24e   |       | 24e   | 23e   | 22e   | 26e   | 22e   |

#### Eindstand
| #  | Piloot                | Land | Punten |
| -- | --------------------- | ---- | ------ |
| 1  | Martins Dukurs        | LAT  | 1.694  |
| 2  | Frank Rommel          | GER  | 1.466  |
| 3  | Sandro Stielicke (J)  | GER  | 1.438  |
| 4  | Tomass Dukurs         | LAT  | 1.352  |
| 5  | Jon Montgomery        | CAN  | 1.345  |
| 6  | Kristan Bromley       | GBR  | 1.306  |
| 7  | Mirsad Halilovic      | GER  | 1.305  |
| 8  | Aleksandr Tretjakov   | RUS  | 1.298  |
| 9  | Eric Bernotas         | USA  | 1.257  |
| 10 | Jeff Pain             | CAN  | 1.218  |
| 11 | Michael Douglas       | CAN  | 1.048  |
| 12 | Zach Lund             | USA  | 1.004  |
| 13 | Ben Sandford          | NZL  | 940    |
| 14 | Matthias Guggenberger | AUT  | 920    |
| 15 | Sergej Tsjoedinov     | RUS  | 876    |
| 16 | Andy Wood             | GBR  | 704    |
| 17 | Pascal Oswald         | SUI  | 664    |
| 18 | Kazuhiro Koshi        | JPN  | 629    |
| 19 | Gregory Saint-Genies  | FRA  | 628    |

| #  | Piloot           | Land | Punten |
| -- | ---------------- | ---- | ------ |
| 20 | Adam Pengilly    | GBR  | 493    |
| 21 | Markus Penz      | AUT  | 484    |
| 22 | John Daly        | USA  | 372    |
| 23 | Anze Setina      | SLO  | 370    |
| 24 | Iain Roberts     | NZL  | 356    |
| 25 | Peter van Wees   | NED  | 328    |
| 26 | Stefan Moerker   | SUI  | 310    |
| 27 | Ander Mirambell  | ESP  | 285    |
| 28 | Masaru Inada     | JPN  | 279    |
| 29 | Maurizio Oioli   | ITA  | 181    |
| 30 | Gregor Staehli   | SUI  | 160    |
| 31 | Patrick Shannon  | IRL  | 148    |
| 32 | Shinsuke Tayama  | JPN  | 144    |
| 33 | Kyle Tress       | USA  | 104    |
| 34 | Daniel Maechler  | SUI  | 80     |
| 35 | Alberto Polacchi | ITA  | 68     |
| 36 | Matthew Antoine  | USA  | 56     |
| 37 | Michael Coutts   | NZL  | 40     |

## Vrouwen

### Uitslagen
| Datum      | Plaats          | Eerste                | Tweede                | Derde                 |
| ---------- | --------------- | --------------------- | --------------------- | --------------------- |
| 12/11/2009 | Park City       | Anja Huber            | Amy Gough             | Mellisa Hollingsworth |
| 20/11/2009 | Lake Placid     | Mellisa Hollingsworth | Shelley Rudman        | Marion Trott          |
| 04/12/2009 | Cesana Torinese | Shelley Rudman        | Marion Trott          | Mellisa Hollingsworth |
| 11/12/2009 | Winterberg      | Kerstin Szymkowiak    | Mellisa Hollingsworth | Svetlana Trunova      |
| 18/12/2009 | Altenberg       | Kerstin Szymkowiak    | Marion Trott          | Anja Huber            |
| 08/01/2010 | Königssee       | Mellisa Hollingsworth | Kerstin Szymkowiak    | Shelley Rudman        |
| 15/01/2010 | Sankt Moritz    | Shelley Rudman        | Mellisa Hollingsworth | Kerstin Szymkowiak    |
| 22/01/2010 | Igls            | Anja Huber            | Kerstin Szymkowiak    | Mellisa Hollingsworth |

Nederlandse deelname
| Naam           | WB #1 | WB #2 | WB #3 | WB #4 | WB #5 | WB #6 | WB #7 | WB #8 |
| -------------- | ----- | ----- | ----- | ----- | ----- | ----- | ----- | ----- |
| Joska Le Conté | 24e   | 23e   | 22e   | 19e   | 20e   | 18e   | 18e   | 19e   |

### Eindstand
| #  | Pilote                | Land | Punten |
| -- | --------------------- | ---- | ------ |
| 1  | Mellisa Hollingsworth | CAN  | 1.646  |
| 2  | Shelley Rudman        | GBR  | 1.604  |
| 3  | Kerstin Szymkowiak    | GER  | 1.574  |
| 4  | Marion Trott          | GER  | 1.468  |
| 5  | Amy Williams          | GBR  | 1.312  |
| 6  | Noelle Pikus-Pace     | USA  | 1.312  |
| 7  | Katie Uhlaender       | USA  | 1.232  |
| 8  | Maya Pedersen         | SUI  | 1.152  |
| 9  | Svetlana Troenova     | RUS  | 1.064  |
| 10 | Emma Lincoln-Smith    | AUS  | 992    |
| 11 | Anja Huber            | GER  | 930    |
| 12 | Tionette Stoddard     | NZL  | 888    |
| 13 | Amy Gough             | CAN  | 810    |
| 14 | Michelle Kelly        | CAN  | 800    |
| 15 | Nozomi Komuro         | JPN  | 746    |

| #  | Pilote                     | Land | Punten |
| -- | -------------------------- | ---- | ------ |
| 16 | Donna Creighton            | GBR  | 730    |
| 17 | Eiko Nakayama              | JPN  | 688    |
| 18 | Rebecca Sorensen           | USA  | 672    |
| 19 | Elena Joedina (J)          | RUS  | 650    |
| 20 | Joska Le Conté (J)         | NED  | 527    |
| 21 | Melissa Hoar               | AUS  | 504    |
| 22 | Barbara Hosch              | SUI  | 499    |
| 23 | Desirée Bjerke             | NOR  | 492    |
| 24 | Michelle Steele            | AUS  | 448    |
| 25 | Carla Pavan                | CAN  | 416    |
| 26 | Alexa Putnam (J)           | ISV  | 370    |
| 27 | Costanza Zanoletti         | ITA  | 278    |
| 28 | Olga Korobkina (J)         | RUS  | 164    |
| 29 | Teresital Bramante Vallana | ITA  | 50     |

## Combinatie met bobsleeën
In het teamonderdeel worden per team twee (2-mans)bobslee- en twee skeleton-runs gedaald. Dit seizoen stonden er twee van deze wedstrijden op het programma; op 22 november 2009 in Lake Placid, deze wedstrijd ging niet door, en op 10 januari in Königssee.
| Königssee |                  |                     |                                       |                   |                                          |
| #         | Land             | skeleton (m)        | tweemansbob (v)                       | skeleton (v)      | tweemansbob (m)                          |
| 1         | Duitsland        | Frank Rommel        | Sandra Kiriasis / Anja Winter         | Marion Trott      | Karl Angerer / Andreas Udvari            |
| 2         | Verenigde Staten | Zach Lund           | Erin Pac / Michelle Rzepka            | Katie Uhlaender   | Steven Holcomb / Hoy Thurman             |
| 3         | Verenigde Staten | Eric Bernotas       | Bree Schaaf / Ingrid Mareau           | Noelle Pikus-Pace | John Napier / T.J. Burns                 |
| 4         | Rusland          | Aleksandr Tretjakov | Anastasia Skoelkina / Jelena Doronina | Svetlana Troenova | Aleksandr Zoebkov / Dmitri Troenenkov    |
| 5         | Canada           | Jon Montgomery      | Amanda Stepnko / Jennifer Ciochetti   | Carla Pavan       | Lyndon Rush / Bret Bresciani             |
| 6         | Rusland          | Sergej Tsjoedinov   | Olga Fjodorova / Ljoedmila Udobkina   | Jelena Joedina    | Dimitri Abramowitsch / Jevgeni Petsjenko |

1986/1987 · 
1987/1988 · 
1988/1989 · 
1989/1990 · 
1990/1991 · 
1991/1992 · 
1992/1993 · 
1993/1994 · 
1994/1995 · 
1995/1996 · 
1996/1997 · 
1997/1998 · 
1998/1999 · 
1999/2000 · 
2000/2001 · 
2001/2002 · 
2002/2003 · 
2003/2004 · 
2004/2005 · 
2005/2006 · 
2006/2007 · 
2007/2008 · 
2008/2009 ·
2009/2010 ·
2010/2011 ·
2011/2012 ·
2012/2013 ·
2013/2014 ·
2014/2015 ·
2015/2016 ·
2016/2017 ·
2017/2018 ·
2018/2019 ·
2019/2020 ·
2020/2021 ·
2021/2022 ·
2022/2023 ·
2023/2024 ·
2024/2025
Alpineskiën ·
Biatlon ·
Bobsleeën ·
Freestyleskiën ·
Langlaufen ·
Noordse combinatie ·
Rodelen ·
Schaatsen (junioren) ·
Schansspringen ·
Shorttrack ·
Skeleton ·
Snowboarden